# Karl Logan
Karl Logan (Carbondale, Pennsylvania, 1965. április 28. –) az amerikai Manowar együttes gitárosa, (1994–2019).

## Pályafutása
Gyakran segített Joey DeMaiónak a dalszerzésben, a koncerteken több gitárszólót is előadott.
2006-ban kis híján fel kellett adnia zenész karrierjét, mert súlyos motorbalesetben idegrendszere majdnem maradandóan károsodott. Ez a tragédia megakasztotta a „Demons, Dragons and Warriors” turnét és hátráltatta a Gods of War album elkészítését. Karl azonban talpraállt, és visszatért a zenekarba.
2018 augusztusában gyermekpornó-felvételeket találtak nála, és pedofília miatt letartóztatták. Helyét a zenekarban E. V. Martel vette át.
Nagy szenvedélye a motorozás. Ő maga is lelkes építője, tervezője egyes modelleknek. Részt vesz technikák kialakításában, testre szabásában. Aktívan szerepel ehhez kapcsolódó magazinokban, internetes fórumokon.
Egyedi tervezésű, személyre szabott gitárokat használ (Karl Logan Signature). Játéka technikailag igen képzett. Repertoárjában ugyanúgy helyet kap a neoklasszikus játékmód, mint a nyolcujjas tapping, vagy a virtuóz shred. (lásd: , , )

## Diszkográfia
Manowar:

### Albumok
- Louder Than Hell (1996)
- Warriors of the World (2002)
- Gods of War (2007)
- Thunder In The Sky (2009)
- The Lord of Steel (2012)

#### Koncertfelvételek
- Hell on Wheels (1997)
- Hell on Stage (1999)
- Gods of War Live (2007)